# Municipalità locale di Kouga
Kouga è una municipalità locale (in inglese Kouga Local Municipality) appartenente alla municipalità distrettuale di Cacadu della  Provincia del Capo Orientale in Sudafrica. 
In base al censimento del 2001 la sua popolazione è di 70.693 abitanti.
La sede amministrativa e legislativa è la città di Jeffreys Bay e il suo territorio si estende su una superficie di 2.419 km² ed è suddiviso in 10 circoscrizioni elettorali (wards). Il suo codice di distretto è EC108.

## Geografia fisica

### Confini
La municipalità locale di Kouga confina a nord e ovest con quella di Dr Beyers Naudé, a est con il  municipio metropolitano di Nelson Mandela, a sud con l'Oceano Indiano e a ovest con quella di Kou-Kamma.

### Città e comuni
- Andrieskraal
- Aston Bay
- Cape St.Francis
- Demistkraal
- Hankey
- Humansdorp
- Jeffreys Bay
- Kruisfontein
- KwaNomzamo
- Loerie
- Oesterbaai
- Paradise Beach
- Patensie
- St Francisbaai
- Thornhill
- Weston

### Fiumi
- Diep
- Gamtoos
- Hol
- Kabeljous
- Krom
- Seekoei
- Swart

### Dighe
- Loerie Dam
- Impofu Dam
- Upper Van Stadens Dam
- Van Stadens George Dam